# Félix Danvin

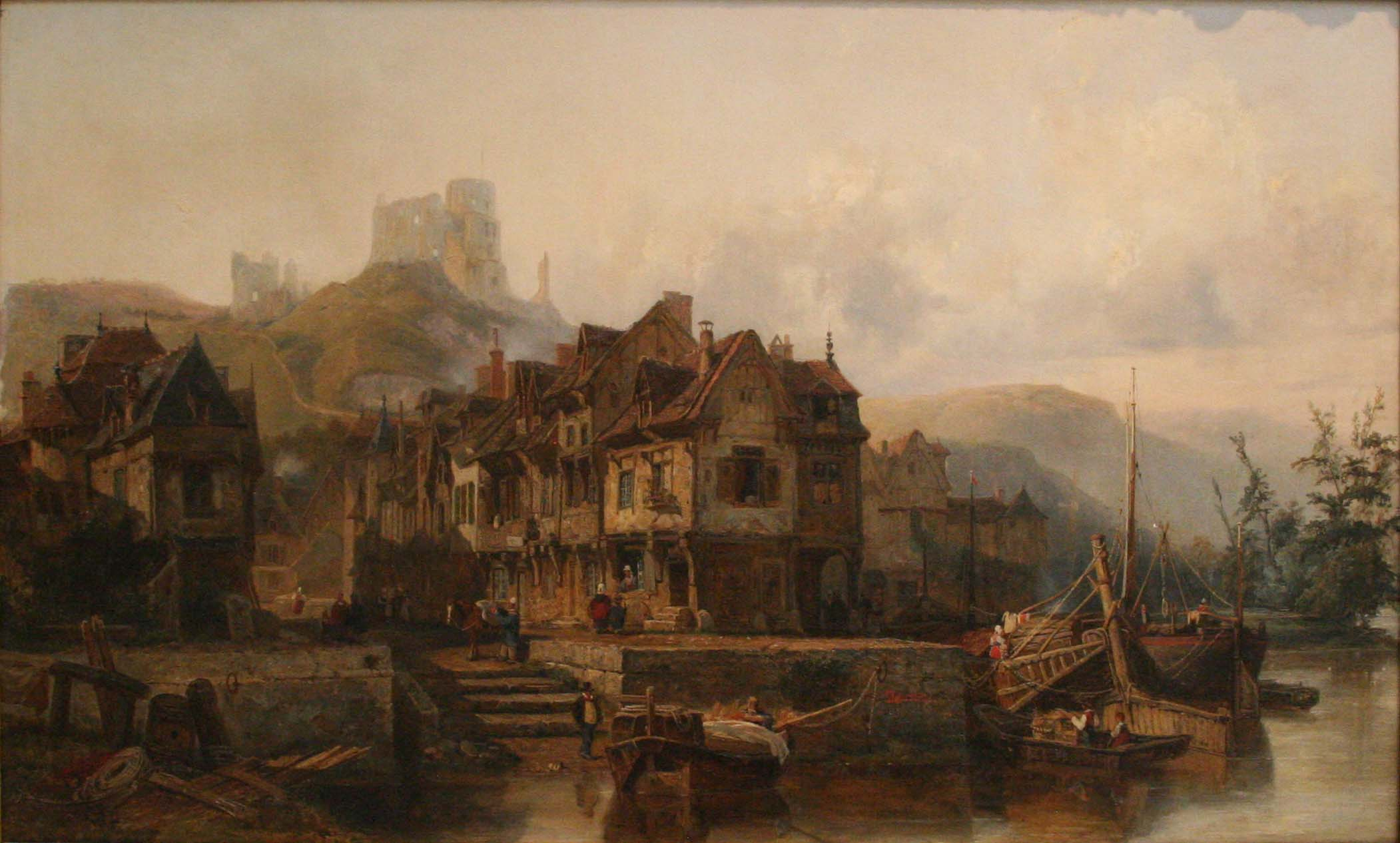
Vue des bords de la Seine sous le Château Gaillard, aux Andelys lieu de naissance de Nicolas Poussin

Victor Marie Félix Danvin (* 1802 in Paris; † 13. Februar 1842 ebenda) war ein französischer Landschaftsmaler.

## Leben
Félix Danvin besuchte die École des Beaux-Arts und studierte bei Guérin, Lethière, Watelet und Rémond. Er stellte ab 1831 im Salon aus; vorzugsweise schuf er Ansichten aus der Normandie, der Bretagne etc. Seine Darstellung des Seineufers am Château Gaillard in Les Andelys befindet sich im Musée Fabre in Montpellier, ein Gemälde, das den Mont Saint-Michel zeigt, im Musée des Beaux-Arts de Nancy. Verbreitet wurden seine Landschaftsbilder durch Stiche von Boys.
Félix Danvin heiratete Constance Amélie Lambert (* 3. Mai 1810 in Lille; † 18. Juli 1888), die ebenfalls Malerin war. Bilder von Constance Amélie Danvin waren in den Jahren 1844 bis 1848 im Pariser Salon zu sehen. Aus der Verbindung ging die Tochter Sophie hervor, die Musikerin wurde und später mit ihrem Gatten Max Kolb nach München zog. Dort wurde die Tochter Annette Kolb geboren.